# Biuro Szyfrów MSW
Biuro Szyfrów MSW – ostatnia nazwa jednostki operacyjno-technicznej resortu spraw wewnętrznych Polskiej Rzeczypospolitej Ludowej zajmującej się zabezpieczeniem łączności szyfrowej SB i MO, pracami badawczymi w dziedzinie kryptografii, kryptoanalizą, a także zapewnieniem łączności w Ministerstwie Spraw Zagranicznych. Struktura jako samodzielny pion istniała w latach 1952–1990, przez większość tego czasu funkcjonowała pod nazwą Biuro „A” MSW.

## Pion szyfrów MBP i KdsBP
Na początku działalności Ministerstwa Bezpieczeństwa Publicznego sprawami szyfrów zajmował się Departament II MBP odpowiedzialny za zabezpieczenie operacyjne. Od kwietnia 1945 r. w jego ramach zadania te wykonywał Wydział IV (nazywany również Wydziałem Specjalnym). W wydziałach II WUBP obsługę szyfrów zapewniały odpowiednie grupy, referaty lub sekcje.
Usamodzielnienie jednostki nastąpiło na mocy rozkazu organizacyjnego nr 0131 ministra z 11 września 1952 r. Na bazie Wydziału IV Departamentu II MBP utworzone zostało Biuro „C” MBP. W terenie powstały samodzielne sekcje „C” WUBP (określane również jako samodzielne sekcje szyfrów).
Po rozwiązaniu MBP jednostki UB weszły (początkowo w niezmienionym stanie) w skład Komitetu do Spraw Bezpieczeństwa Publicznego. Od 1 kwietnia 1955 r. obowiązywała nowa struktura organizacyjna, w miejsce Biura „C” MBP rozkazem organizacyjnym nr 010 przewodniczącego komitetu z 10 marca 1955 r. powołano Biuro „A” KdsBP. Analogiczne zmiany nastąpiły w WUdsBP.

## Pion szyfrów MSW
Zniesienie KdsBP oznaczało włączenie jego jednostek do Ministerstwa Spraw Wewnętrznych. Na podstawie zarządzenia nr 00238 ministra z 29 listopada 1956 r. działalność w strukturach SB rozpoczęło Biuro „A” MSW, natomiast samodzielne sekcje „A” przeniesione zostały do KW MO, gdzie realizowały również zadania na rzecz milicji.
Na użytek zewnętrzny Biuro „A” MSW występowało pod nazwą Biuro Szyfrów MSW lub Jednostka Wojskowa nr 1919. Na jego czele stał dyrektor nadzorowany przez jednego z wiceministrów. Po reformie centrali MSW z listopada 1981 r. komórka weszła w skład Służby Wywiadu i Kontrwywiadu, gdzie pozostawała aż do rozwiązania struktur aparatu bezpieczeństwa PRL.
Pod koniec lat 80 XX w. nastąpiła rozbudowa jednostki w związku ze zlikwidowaniem Biura RKW MSW. Na podstawie zarządzenia organizacyjnego nr 0398 ministra z 5 października 1989 r. radiokontrwywiad włączony został do Biura „A” MSW jako jego cztery nowe wydziały. Zmiany dotyczyły również niektórych struktur terenowych, ponieważ 16 października 1989 r. w WUSW w Gdańsku i Szczecinie (po połączeniu wydziałów RKW z samodzielnymi sekcjami „A”) zorganizowano wydziały „A”.
W ostatnim okresie funkcjonowania na mocy zarządzenia organizacyjnego nr 0196 ministra z 9 lutego 1990 r. komórka otrzymała (z dniem 16 lutego 1990 r.) nazwę Biuro Szyfrów MSW. Jego struktura przedstawiała się wtedy następująco:
- Wydział I (łączność szyfrowa MSW)
- Wydział II (kryptografia)
- Wydział III (dokumenty szyfrowe i klucze utajniające na potrzeby MSW, MON i MSZ)
- Wydział IV (łączność szyfrowa MSZ – wydział niejawny, działający oficjalnie jako Wydział Szyfrowy Departamentu Łączności MSZ)
- Wydział V (technika kryptograficzna)
- Wydział VI (kryptoanaliza)
- Wydział VII (nasłuch radiowy przedstawicielstw dyplomatycznych)
- Wydział VIII (organizacyjno-ogólny)
- Wydział IX (całodobowy nasłuch radiowy w zakresie fal krótkich)
- Wydział X (zabezpieczenie techniczne)
- Wydział Inspekcji
- Samodzielna Sekcja „S” (łączność szyfrowa na potrzeby Departamentu I MSW)
- Sekcja Ogólna

Mimo zawieszenia działalności SB w maju 1990 r., biuro nadal wykonywało swoje zadania, ze względu na bezpieczeństwo państwa prowadząc obsługę szyfrową struktur wywiadu i kontrwywiadu. Z dniem 1 sierpnia 1990 r. jednostkę przekształcono w Biuro Szyfrów Urzędu Ochrony Państwa.

## Kierownictwo
Dyrektorzy Biura „C” MBP / Biura „A” KdsBP / Biura „A” MSW:
- mjr Antoni Boński (p.o.) (1 października 1952 r. – 31 grudnia 1952 r.)
- mjr/ppłk/płk Antoni Boński (1 stycznia 1953 r. – 14 stycznia 1963 r.)
- ppłk/płk Stanisław Siedlecki (15 stycznia 1963 r. – 9 marca 1987 r.)
- płk Tadeusz Gardecki (16 kwietnia 1987 r. – 12 stycznia 1990 r.)
- płk Jerzy Tomaszewski (22 stycznia 1990 r. – 31 lipca 1990 r.)